# 칠레 대학교
칠레 대학교(스페인어: Universidad de Chile, 영어: University of Chile)는 칠레에서 가장 오래된 대학교이다. 1842년에 이전 식민지 시대의 대학교 산 펠리페 왕립 대학교(Real Universidad San Felipe, 1738)를 대체해 설립됐다. 대학교는 베요의 집으로 불리기도 하는데, 초대 총장 안드레스 베요의 이름을 따른 것이다. 유명한 칠레 대학의 졸업자로는 두 명의 노벨상 문학상 수상자 파블로 네루다와 가브리엘라 미스트랄과 21명의 대통령이 있었다.

## 갤러리

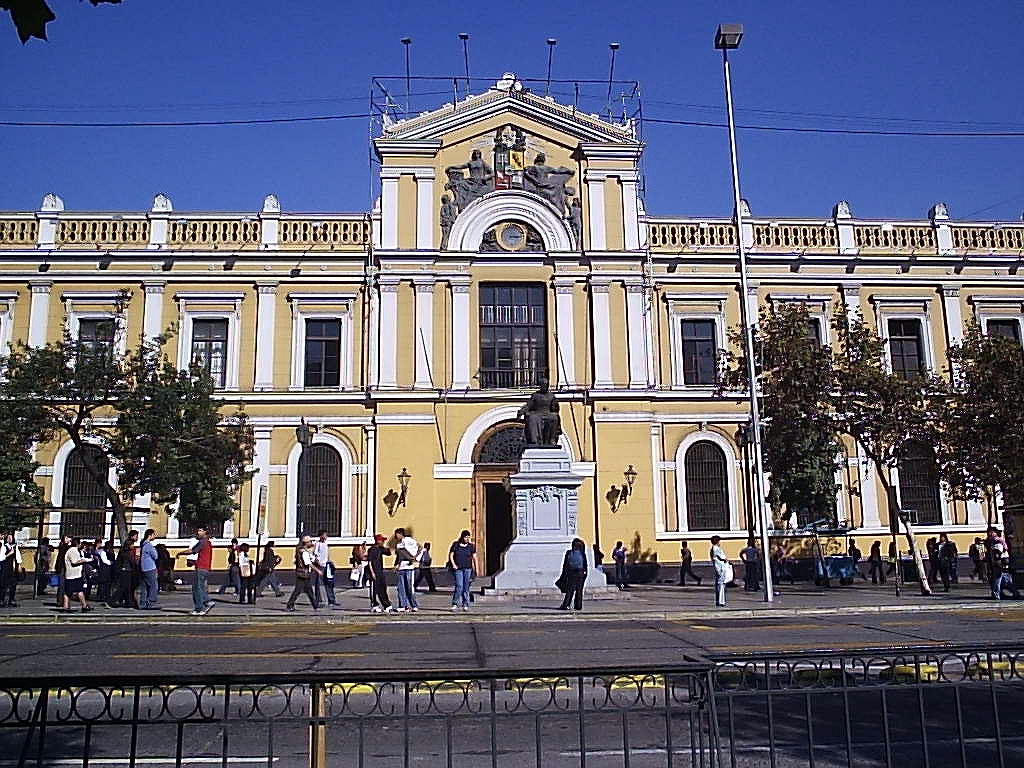
카사 센트럴 (사령부)
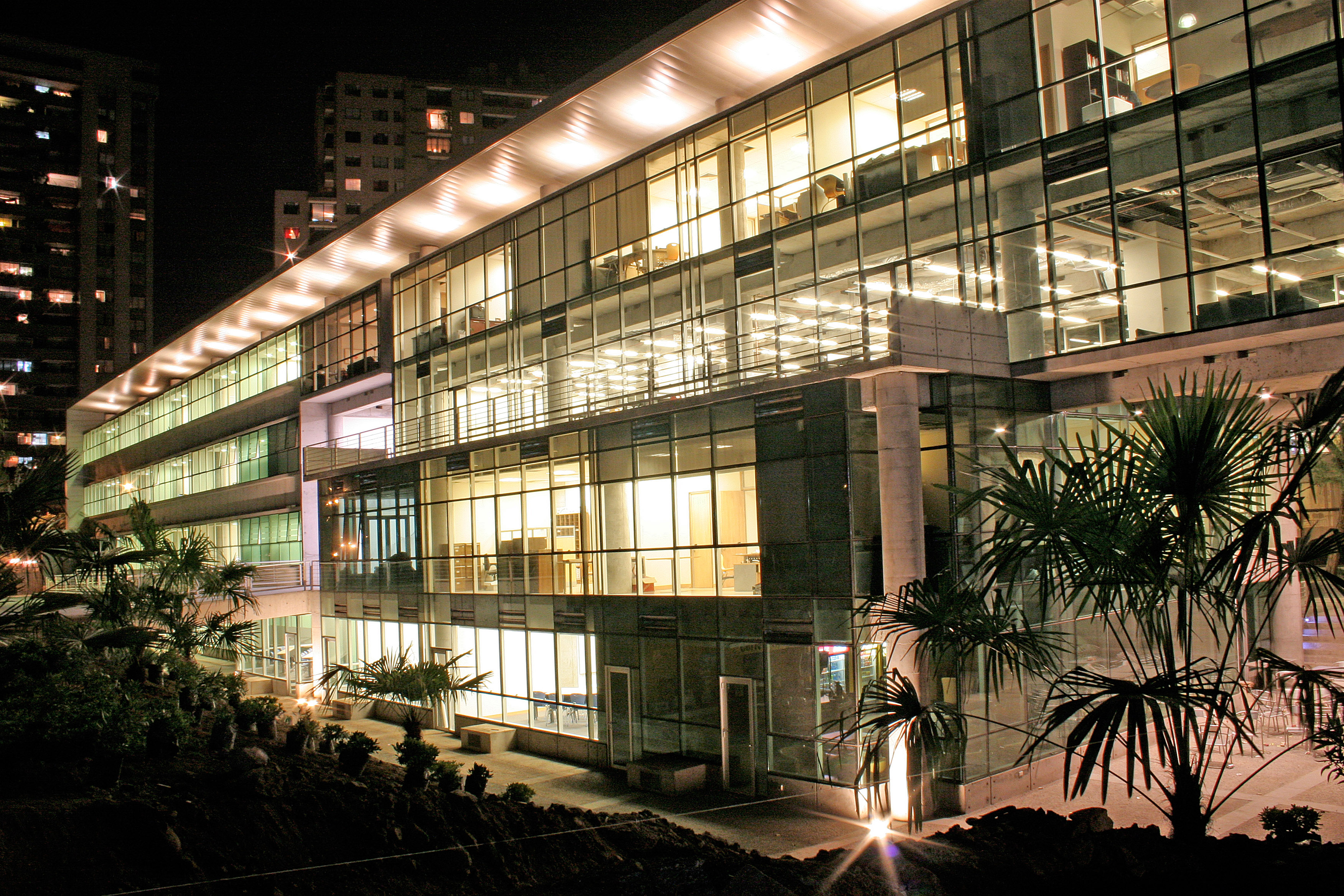
경제 비지니스 학부
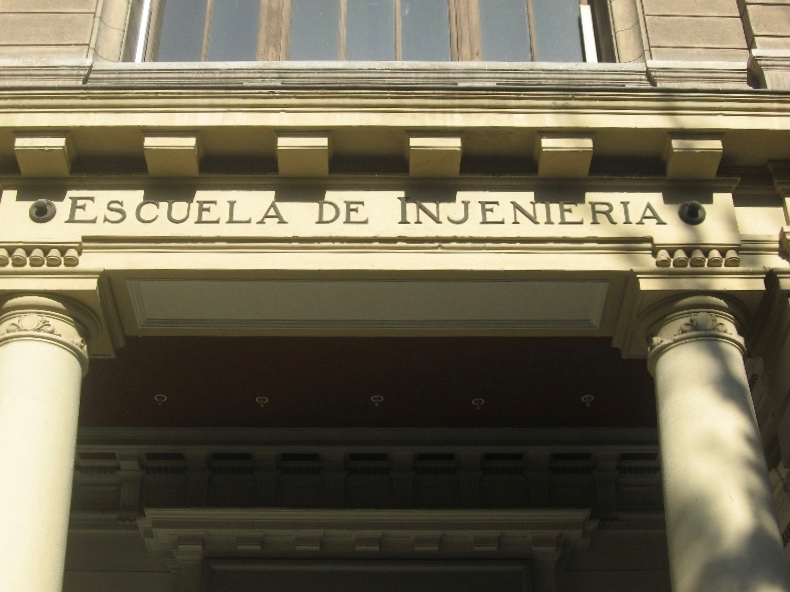
공학 진입 학교
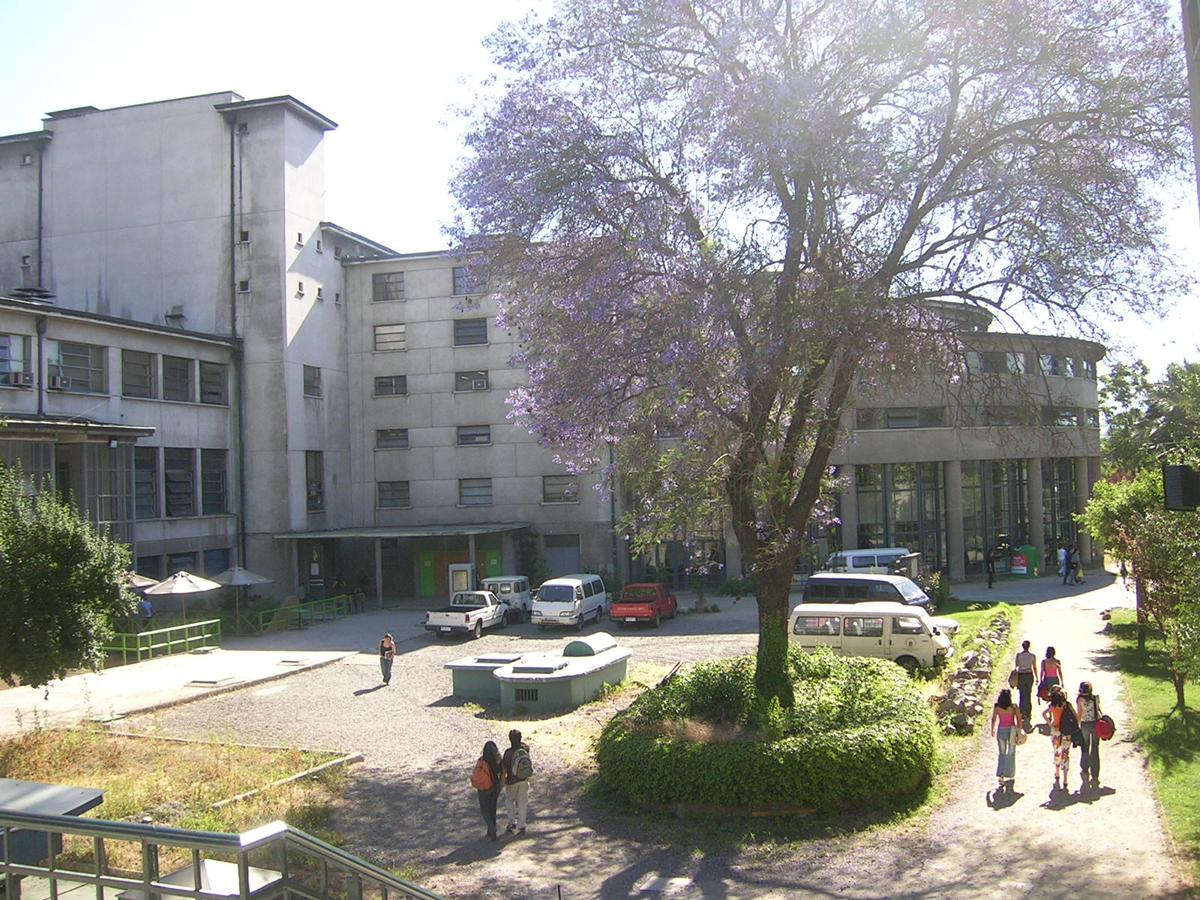
약학부, North Campus
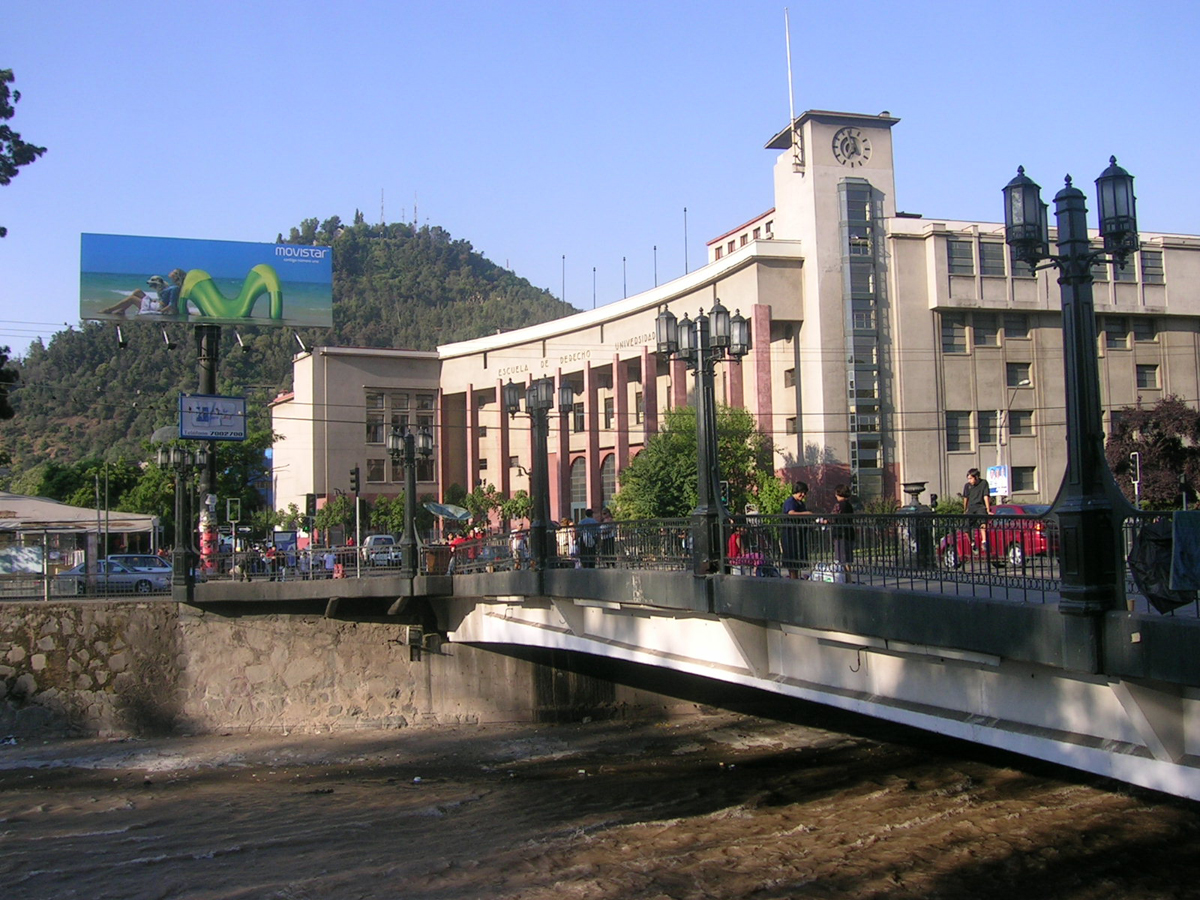
Facultad de Derecho (법률 학교)